# JZ Knight
JZ Knight (* 16. März 1946 in Roswell als Judith Darlene Hampton) ist die Gründerin einer neureligiösen Bewegung um das von ihr so bezeichnete, nach ihren Aussagen göttliche Geistwesen Ramtha, als dessen Medium sie seit 1978 auftritt. Die Bewegung organisiert sich hauptsächlich in der von Knight geleiteten Ramtha’s School of Enlightenment mit Sitz an ihrem Wohnort Yelm in der Nähe der Großstadt Seattle im US-Bundesstaat Washington. Ihre Lehre verbindet Vorstellungen aus dem Hinduismus, dem Gnostizismus und dem Neopaganismus mit Erklärungsmustern aus Physik und Psychologie.
Knight ist die Autorin mehrerer, teilweise in verschiedene Sprachen übersetzter Bücher rund um Ramtha und war zu Gast in bekannten Fernsehsendungen. Von ihren Anhängern besuchten 2008 mehr als 6000 die Ramtha’s School of Enlightenment und Prominente wie Linda Evans und Shirley MacLaine bekannten sich zu Ramtha. Kritiker bezeichnen Knight als manipulative „Sektenführerin“ und Ramtha als betrügerisches Konstrukt zur Geldeinnahme.

## Leben
Judith Darlene Hampton wurde 1946 als Tochter von Landarbeitern geboren und zur Baptistin erzogen. Sie schloss die Highschool ab, der Besuch eines Colleges blieb ihr verwehrt. Stattdessen heiratete sie und wurde Mutter von zwei Söhnen. Nach der Scheidung 1969 begann sie in der Fernsehbranche zu arbeiten, heiratete erneut und ließ sich in Tacoma nieder. 1978 begann sie, als Channel im Namen eines Geistwesens zu sprechen, das von ihr als 35.000-jähriger Lemurier namens Ramtha beschrieben wurde, der nach einem Leben als Krieger erleuchtet worden sei und als „aufgestiegener Meister“ verschiedene Inkarnationen durchlebt habe, unter anderem als Rama. Er habe JZ Knight dazu auserwählt, der Menschheit zur Erleuchtung zu verhelfen und wie Ramtha „mit dem Gott in sich eins zu werden“. JZ Knight begann, öffentliche Sitzungen abzuhalten, und gewann in den folgenden Jahren über Fernsehauftritte, Tourneen, prominente Unterstützung und ihre 1987 bei Warner Books erschienenen Autobiographie A State of Mind: My Story an Popularität.
JZ Knight hatte zuerst versucht, ihre Lehre in Form der Church I Am zu organisieren, und gründete dann 1988 die Ramtha’s School of Enlightenment, an der spirituelle Kurse angeboten wurden. 1989 ließ  sie sich von ihrem Mitte der Achtziger geheirateten Ehemann Jeffrey Knight scheiden, der sie später verklagte, um eine höhere Beteiligung an den Einnahmen aus der Schule und dem Verkauf von Ramtha-Produkten zu erhalten. 1997 erstritt sich Knight am Obersten Gerichtshof Österreichs die alleinigen Rechte am Namen Ramtha, nachdem eine weitere Frau mit Seminaren als Medium Ramthas aufgetreten war.
Im Jahr 2004 erschien ein Interview mit JZ Knight im Film What the Bleep do we (k)now!?, der von Schülern ihrer School of Enlightenment hergestellt wurde.